# Polvo
Polvo is een indierock- en noiserockband, opgericht in de jaren 90 in Chapel Hill. Polvo wordt beschouwd als een van de sleutelbands van het mathrock-genre. Haar geluid kenmerkt zich door complexe ritmes, dissonante gitaarharmonieën en hectisch grillige songstructuurwisselingen. De groep ging in 1998 uit elkaar, maar in 2008 vond speciaal voor de festivals All Tomorrow's Parties en Primavera Sound een reünie plaats. Na deze twee optredens werden meer optredens aangekondigd in Amerika.
De band kreeg tijdens haar eerste periode van zowel critici als publiek relatief weinig aandacht. Slechts enkele muziekcritici en collega's die ingewijd zijn in het noise-genre besteedden aandacht aan de band. Anno 2008 wordt de band door een groter publiek gewaardeerd, leidend tot programmeringen als hoofdoptreden van de twee toonaangevende festivals in Europa. De band trad in 1993 (vóór hun opbreking) twee keer op in Nederland (Tivoli, Utrecht en Vera, Groningen), samen met Sebadoh.

## Discografie

### Albums
- Cor-Crane Secret lp/cd (Merge, 1992)
- Today's Active Lifestyles lp/cd (Merge, 1993)
- Exploded Drawing cd/2xlp (Touch & Go, 1996)
- Shapes lp/cd (Touch & Go, 1997)
- Siberia cd (Merge, 2013)

### Ep's
- Celebrate the New Dark Age (ep/minialbum) CD/3x7" box set (Merge, 1994)
- Polvo cd (reissue of "Can I Ride" double 7"; Jesus Christ, 1995)
- This Eclipse cd ep (Merge, 1995)

### Singles
- "Can I Ride" 2x7" (Kitchen Puff, 1990)
- "Vibracobra" 7" (Rockville, 1991)
- "El Cid" split 7" (met Erectus Monotone; Merge, 1992)
- "Tilebreaker" 7" (Merge, 1993)
- "Two Fists/All The Cliches Under Broadway" split 7" (met New Radiant Storm King; Penny Farthing, 1994)

### Compilaties
- "Mexican Radio"
- "Watch The Nail" op Rows of Teeth (Merge Records, 1994)